# Elecciones generales de las Islas Feroe de 1950
Elecciones generales tuvieron lugar en las Islas Feroe el 8 de noviembre de 1950. El Partido Popular se mantuvo como el partido mayoritario en el Løgting, obteniendo 8 de los 25 escaños.

## Resultados
| Partido                   | Votos  | %    | Escaños | +/–   |
| ------------------------- | ------ | ---- | ------- | ----- |
| Partido Popular           | 3 750  | 32,3 | 8       | 0     |
| Partido Unionista         | 3 170  | 27,3 | 7       | +1    |
| Partido de la Igualdad    | 2 605  | 22,4 | 6       | +2    |
| República                 | 1 145  | 9,8  | 2       | Nuevo |
| Partido del Autogobierno  | 957    | 8,2  | 2       | Nuevo |
| Total                     | 11 627 | 100  | 25      | +7    |
| Fuente: Election Passport |        |      |         |       |